# 에밀 클라페롱

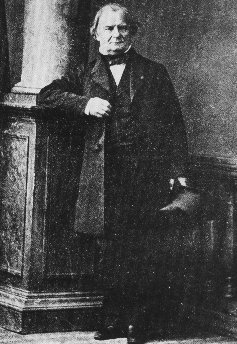

에밀 클라페롱(Émile Clapeyron, 1799년 1월 26일 ~ 1864년 1월 28일)은 프랑스의 공학자이자 물리학자이며 열역학의 창시자 중 한 명이다.
파리에서 태어난 클라페롱은 1818년에 졸업한 에콜 폴리테크니크에서 공부했다. 그는 또한 파리국립고등광업학교에서 공부했다. 1820년에 그와 가브리엘 라메는 그곳의 공공 사업 학교에서 가르치고 일하기 위해 상트페테르부르크로 갔다. 그는 7월 혁명 이후에만 파리로 돌아와 파리와 베르사유 및 생제르맹앙레를 연결하는 최초의 철도 건설을 감독했다.
1834년에 그는 Mémoire sur la puissance motrice de la chaleur (열의 동력에 관한 회고록)라는 제목의 보고서를 출판하여 현대 열역학의 창시에 공헌을 했다. 카르노는 일반화된 열기관에 대한 설득력 있는 분석을 개발했지만 이미 유행에 뒤떨어진 칼로릭 이론을 사용했다.
1842년 클라페롱은 "다양한 밸브를 열거나 닫아야 하는 최적의 피스톤 위치"에 대한 연구 결과를 발표했다. 1843년에 클라페롱은 카르노가 이미 제안한 가역과정의 아이디어를 더욱 발전시켰고 현재 열역학 제2법칙으로 알려진 카르노의 원리를 결정적으로 설명했다.
이러한 기반을 통해 그는 물질의 두 상 사이의 상전이를 특징짓는 공식인 클라우지우스-클라페롱 방정식으로 알려진 공식을 포함하여 클라우지우스의 작업을 실질적으로 확장할 수 있었다.